# Jerzy Narbutt

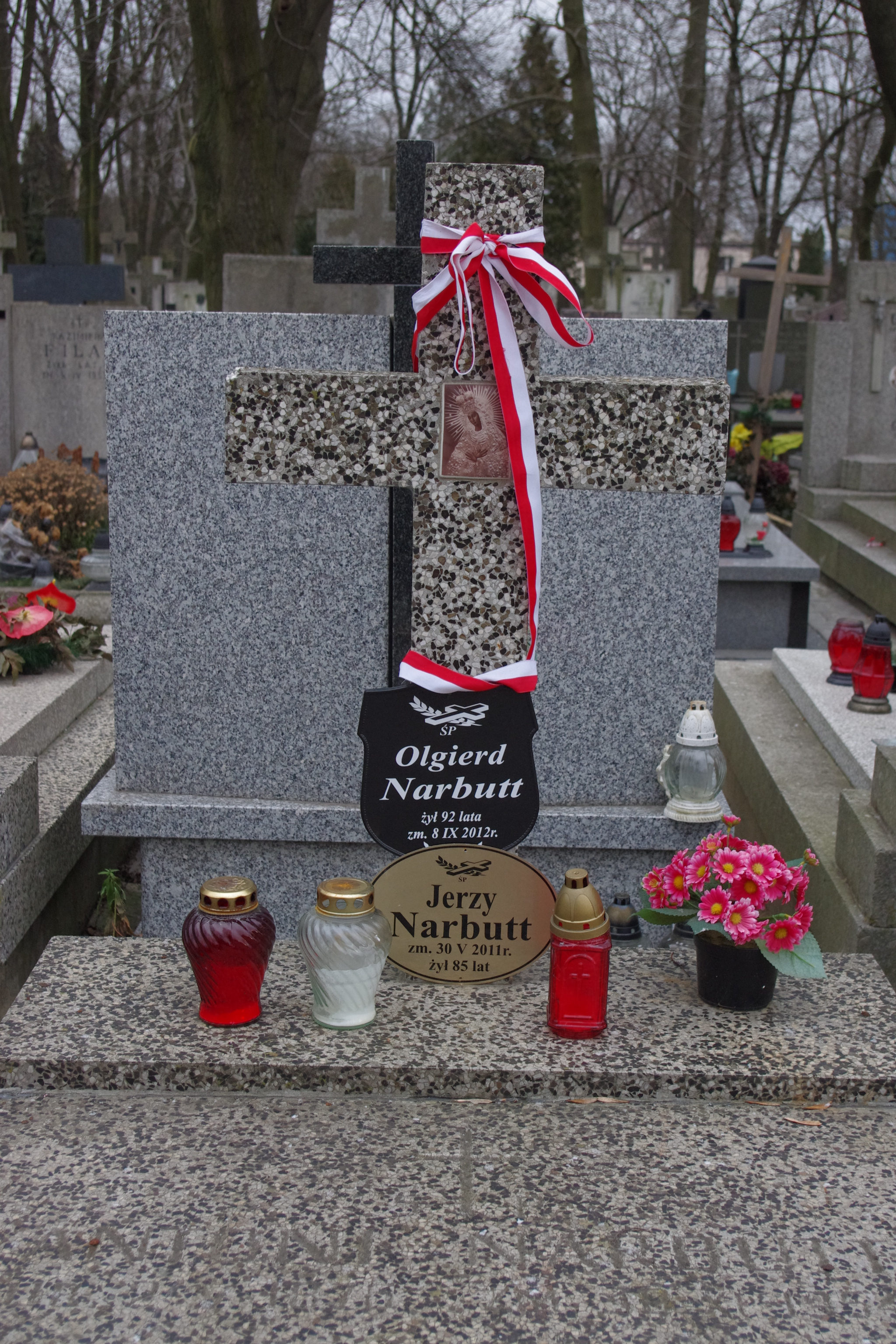
Grób poety, prozaika i felietonisty Jerzego Narbutta na cmentarzu Wolskim w Warszawie

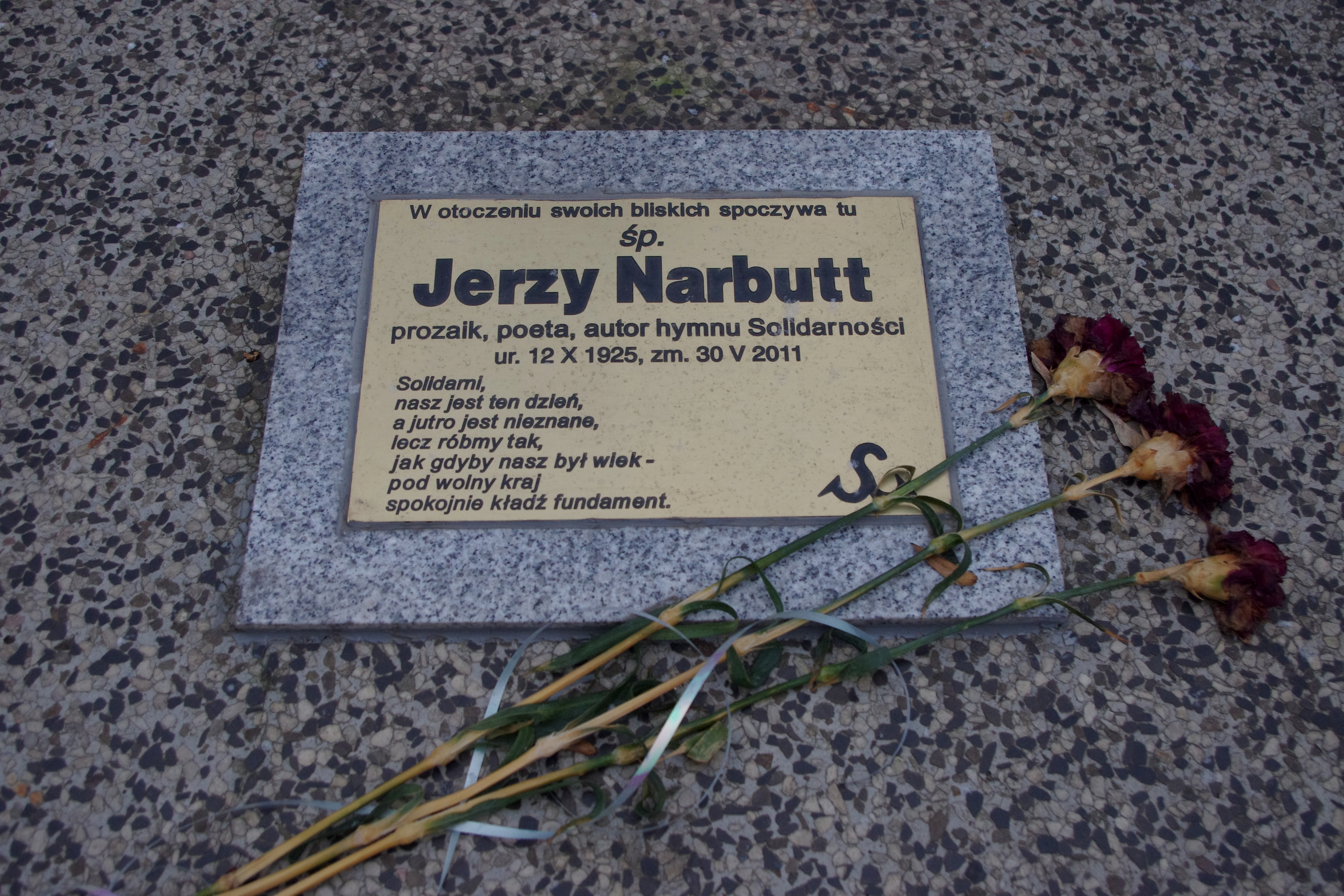
Grób poety, prozaika i felietonisty Jerzego Narbutta na cmentarzu Wolskim w Warszawie

Jerzy Stanisław Narbutt (ur. 12 października 1925 w Warszawie, zm. 30 maja 2011 w Warszawie) – polski poeta, prozaik i felietonista.

## Życiorys
Jego rodzicami byli Antoni Narbutt, dziennikarz – do wybuchu pierwszej wojny światowej, redaktor naczelny „Tygodnika Wileńskiego” – i Stanisława z Glińskich. Dziad pisarza Ferdynand Narbutt był uczestnikiem powstania styczniowego i walczył w oddziale swojego kuzyna Ludwika Narbutta.
Studiował na Wydziale Filozoficznym Uniwersytetu Warszawskiego na seminarium doktorskim u prof. Władysława Tatarkiewicza. Debiutował jako prozaik w 1957 na łamach „Tygodnika Powszechnego”. Współpracownik prasy katolickiej – z wyjątkiem paxowskiej. W grudniu 1975 roku był sygnatariuszem protestu przeciwko zmianom w Konstytucji Polskiej Rzeczypospolitej Ludowej (List 59). W latach 1975–1980 objęty zakazem druku, współpracował z prasą II obiegu. Publikował w emigracyjnym tygodniku „Wiadomości”. Autorem słów pieśni „Solidarni” (Solidarni, nasz jest ten dzień...), która – z muzyką Stanisława Markowskiego – stała się oficjalnym hymnem „Solidarności”.
Jerzy Narbutt zmarł 30 maja 2011 r. w Warszawie. Spoczął na Cmentarzu Wolskim (kw. 9-3-21). 

## Twórczość
Był autorem powieści Ostatnia twarz portretu, kilku zbiorów opowiadań, paru tomów wierszy, licznych artykułów i esejów, wydawanych na łamach Ładu i tygodnika „Solidarność”.
- Debiut i inne opowiadania
- Znowu zakwitnie listopad
- List nie wysłany pocztą (1975)
- Ostatnia twarz portretu
- Sól ziemi (1980)
- Nasz jest ten dzień (1981)
- Szkice historyczne (1984)
- Druga twarz portretu (1982)

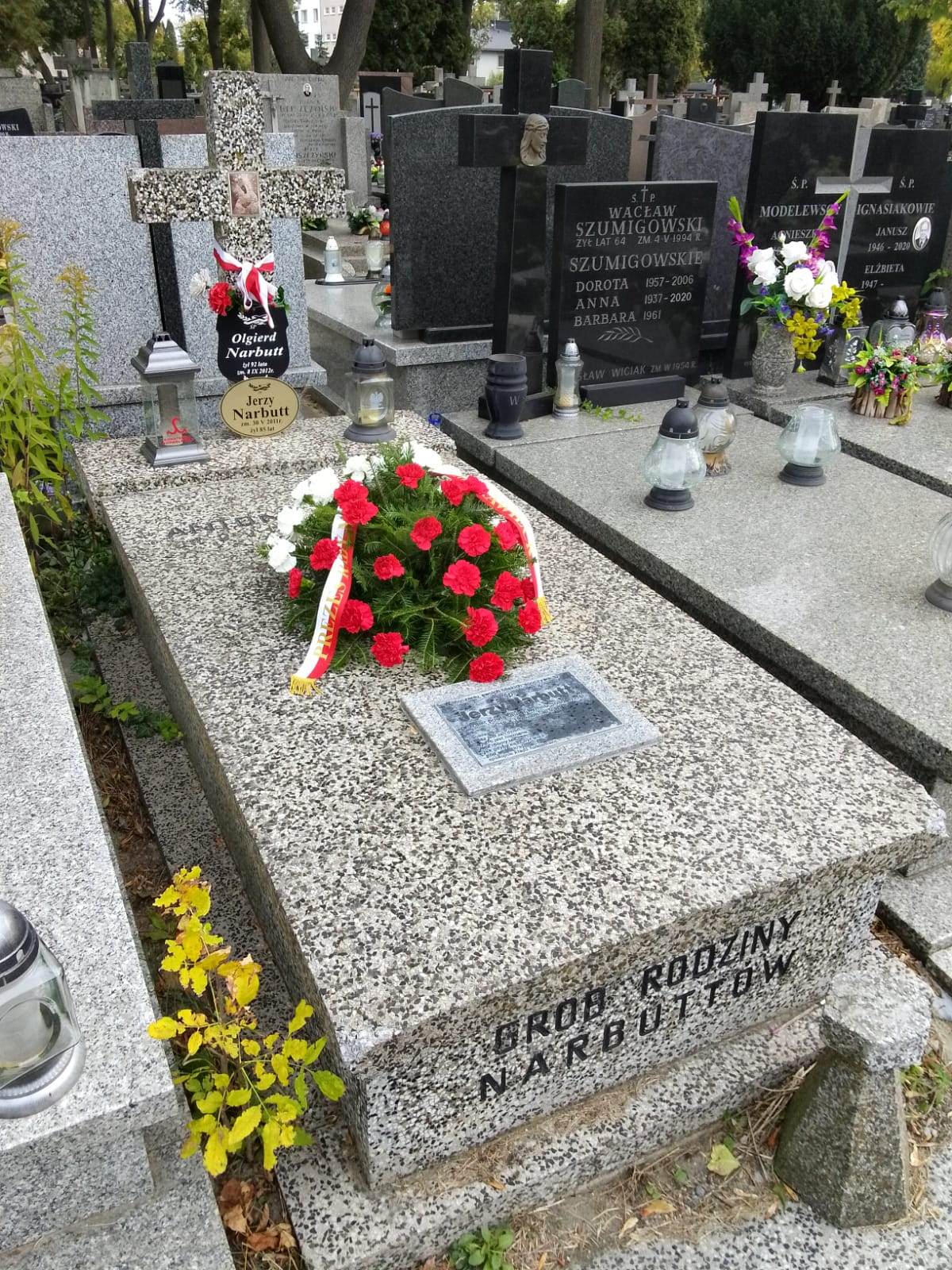
Grób Jerzego Narbutta na Cmentarzu Wolskim w Warszawie, 2023 r.

- Grób Jerzego Narbutta na Cmentarzu Wolskim w Warszawie, 2023 r.Z ziemi polskiej, z ziemi włoskiej (1983)
- Uciec z wieży Babel (Arcana, Kraków 1999)
- Awantury polemiczne (2000)
- Od Kraszewskiego do Parnickiego (2000)
- Spory o słowa, spory o rzeczy (2001)
- Dwa bunty (2003)
- Wyrzucony na brzeg życia (2005)[4]

## Odznaczenia
W 2004 został uhonorowany Nagrodą Miasta Stołecznego Warszawy.
Postanowieniem z 14 czerwca 2006 roku prezydent Lech Kaczyński „za wybitne zasługi dla rozwoju niezależnego dziennikarstwa i wolnych mediów w Polsce, za działalność na rzecz przemian demokratycznych, za osiągnięcia w pracy w „Tygodniku Solidarność"” odznaczył Jerzego Narbutta Krzyżem Komandorskim Orderu Odrodzenia Polski.